# DENIS-P J082303.1-491201 b
DENIS-P J082303.1-491201 b（或別名2MASS J08230313-4912012 b）是一顆環繞著DENIS-P J082303.1-491201的系外行星（太陽系外行星）/ 棕矮星，光譜類型為L1.5的棕矮星。截至2014年3月，DENIS-P J082303.1-491201 b，的質量接近29木星質量，被列為到目前為止發現的質量最大的系外行星。

## 發現
DENIS-P J082303.1-491201 b是被Sahlmann等人在2013年使用位於拉西拉帕瑞納天文台的ESO望遠鏡發現的 It is part of an ultracool binary system.。

## 性質

### 物理性質
DENIS-P J082303.1-491201 b距離地球20.77秒差距（大約67.7光年或642兆公里，或399兆英里），質量大約28.5+1.9
−1.9 木星質量，並被列為NASA Exoplanet Archive中質量最重的系外行星之一。然而，依據多數的行星定義，要做為一顆行星，它的質量顯然太大了，歸類為棕矮星反倒比較適當。

### 軌道
DENIS-P J082303.1-491201 b的軌道環繞著光譜類型為L1.5的棕矮星DENIS-P J082303.1-491201 （質量約為太陽的7.5+0.7
−0.7 %），週期大約是246天。

## 外部連結
- DENIS Deep Near Infrared Survey of the Southern Sky（页面存档备份，存于）
- SIMBAD: 2MASS J08230313-4912012 -- Brown Dwarf (M<0.08solMass)（页面存档备份，存于）